# Ölkyttjärnen
Ölkyttjärnen, ibland kallad Örkyttstjärn, är en sjö i Arvika kommun och Grums kommun i Värmland och ingår i Göta älvs huvudavrinningsområde. Sjön har en area på 0,163 kvadratkilometer och ligger 190,5 meter över havet.
Ölkyttjärn i Värmskogs socken (byn Näs).
Fiskbeståndet består av abborre och gädda. Sjön är mest känd för att här spelats allsvensk bandy mellan Slottsbrons IF och Broberg IF på 1930-talet.

## Delavrinningsområde
Ölkyttjärnen ingår i delavrinningsområde (659706-133411) som SMHI kallar för Mynnar i Värmeln. Medelhöjden är 133 meter över havet och ytan är 15,5 kvadratkilometer. Det finns inga avrinningsområden uppströms utan avrinningsområdet är högsta punkten. Vattendraget som avvattnar avrinningsområdet har biflödesordning 4, vilket innebär att vattnet flödar genom totalt 4 vattendrag innan det når havet efter 280 kilometer. Avrinningsområdet består mestadels av skog (64 procent), öppen mark (12 procent) och jordbruk (10 procent). Avrinningsområdet har 1,34 kvadratkilometer vattenytor vilket ger det en sjöprocent på 8,6 procent.